# San Miguel (Rafael, 1501)
San Miguel (en italiano San Michele e il drago) es una pintura del artista del Alto Renacimiento italiano Rafael Sanzio, que data alrededor de 1501. Es una pintura al óleo sobre tabla, con unas dimensiones de 31 centímetros de alto y 27 cm de ancho. Se conserva en el Museo del Louvre de París, Francia. No debe confundirse con otro San Miguel, también de Rafael, que se conserva en el mismo museo y que data del año 1518.
En un paisaje desolado con la silueta de una ciudad ardiendo en la distancia, San Miguel acaba de aplastar contra el suelo al Demonio y va a matarlo con un golpe de su espada. Los monstruos que se arrastran desde todos los lados son reminiscencia de los creados por Hieronymus Bosch, mientras que las figuras del centro recuerdan a las del Inferno del poema épico de Dante la Divina Comedia. A la izquierda están los hipócritas, con armaduras de plomo, condenados a seguir su tortuoso camino, mientras que a la derecha están los ladrones, atormentados por serpientes.
Este San Miguel, el San Jorge en el Louvre, y el San Jorge de la Galería Nacional de Arte de Washington D. C. están relacionados entre sí por el mismo tema - un joven armado luchando contra un dragón - y por sus elementos estilísticos. Los tres están atribuidos al periodo florentino de Rafael y reflejan los estímulos que Rafael recibió de los grandes maestros que trabajaban en Florencia o cuyas pinturas eran visibles allí. La influencia de Leonardo - cuyos guerreros de la Batalla de Anghiari (1505) en el Palacio de la Señoría proporcionaban un extraordinario ejemplo de arte marcial (la pintura se deterioró muy rápidamente debido a las limitaciones en la técnica experimental de Leonardo, de manera que ya no es visible) - predomina en estas obras. Pero las referencias ala pintura flamenca sugiere el entorno de Urbino, donde las influencias nórdicas aún eran bastante vívidas.
La imaginación de Rafael está particularmente desarrollada en los detalles de san Miguel, y está más equilibrada en la figura del Arcángel, el foco de toda la composición. Este sentido de equilibrio y compostura está más desarrollado en los otros dos paneles, donde el paisaje, aún de derivación umbría, acentúa la serenidad de las figuras, a pesar del carácter dramático del tema. Estos pequeños paneles son indicativos de un momento en el que el pintor recoge los frutos estilísticos de lo que hasta entonces había asimilado, y al mismo tiempo, plantea problemas pictóricos que todavía se desarrollarán en el futuro.